# Th. Sørensenland
Het Th. Sørensenland is een gebied in Nationaal park Noordoost-Groenland in het oosten van Groenland. Het gebied maakt deel uit van het fjordencomplex van het Nordvestfjord.
Het gebied is vernoemd naar de botanicus Thorvald Sørensen.

## Geografie
Het gebied wordt in het noorden begrensd door het Flyverfjord, in het noordoosten door het Nordvestfjord, in het zuidoosten door het Edvard Bay Dal. Aan de overzijde ligt in het noorden het Hinksland, in het noordoosten het Nathorstland, in het zuidoosten het Renland en in het zuidwesten Grabenland.
In het gebied liggen verschillende gletsjers, waaronder de Eielsongletsjer en de Vinduegletsjer. Verder naar het noordwesten ligt de Freuchengletsjer.